# Throttle
Robert Michael Bergin, (n. Melbourne, Australia, 16 de septiembre de 1996) más conocido por su nombre artístico Throttle, es DJ, y productor australiano de los géneros electro house, nu-disco y synthpop. Conocido por sus colaboracions junto a otros DJ's como Oliver Heldens, y conocido por su video mashup "What's That Sound" lanzado el 14 de septiembre de 2013 a la plataforma de YouTube el cual alcanzó más de 300 mil vistas en menos de un mes.

## Biografía
Bergin a la edad de 13 años comenzó a interesarse en ser DJ, y también en ser un productor musical. A la edad de 15 años lanzó su primer single titulado "Classical Dirt".
Su mayor éxito hasta el momento es la canción "Money Maker", que ha sido lanzada en varias versiones.

## Discografía

### Singles
- 2012: Classical Dirt
- 2012: Better Than Expected (Insan3Lik3)
- 2012: Next Big Thing
- 2013: boombox
- 2015: Together
- 2015: September (Throttle x Earth, Wind & Fire)
- 2016: Waiting (con Oliver Heldens)
- 2016: Money Maker con (Lunchmoney Lewis)
- 2016: Money Maker Remixes; (VIP Edit); (Club Mix)
- 2017: Hit the Road Jack
- 2017: Found You (Make Me Yours)
- 2017: Baddest Behaviour
- 2017: Tell Me You Love Me (con Galantis)
- 2017: Piñata (con Niko the Kid)
- 2018: All In; (VIP Edit)
- 2018: Disco Night (con Kungs)
- 2019: Dreamer
- 2019: Japan
- 2019: Away
- 2019: Bloom
- 2019: For me
- 2019: Cities
- 2019: Where U Are
- 2019: Japan (Acoustic)
- 2020: Heroes (NICOLOSI)
- 2020: Heroes (Irons Remix)
- 2020: Heroes (Matias Ruiz Remix)
- 2020: Heroes (Seth Austin Remix)
- 2020: Heroes (Shadow Remix)
- 2020: Heroes (Skies Remix)
- 2021: Cities (Acoustic)

### Mashups
- 2012: Inspire
- 2013: What's That Sound (Live Mashup)

- Datos: Q29014607